# TEAM'S ART
TEAM'S ART（チームスアート）は、アニメーション制作における美術背景画制作を主な事業内容とする大韓民国の制作会社である。

## 概要・沿革
- 商号：팀스아트（チームスアート、英語表記：TEAM'S ART）
- 設立：1990年4月16日
- 代表：이강욱（李剛旭、英語表記：Lee kang wook、韓国アニメーション芸術人協会会員）
- 本社所在地：ソウル特別市冠岳区新林11洞1566-2
- 社団法人韓国アニメーション制作者協会会員[1]

1990年4月16日に設立した美術背景専門会社で、自国作品のみならず、日本の作品でも美術面をTEAM'S ARTを中心として制作しているものも少なからず存在する。日本の会社とも積極的に交流しており、1996年5月にビックスタジオ、2004年3月にはスタジオイースターと協力契約を交わした。
ちなみにOVA作品『風魔の小次郎』の参加話数では、背景だけでなく何故か原画も自社スタッフが担当している。
多くの作品の場合、「TEAM'S ART」「TEAM'S ART PRODUCTION」「Team's ART」「Team's Art」「ティームズアート」等の名義でクレジットされている。

## 主な参加作品

### テレビアニメ
- 白鯨伝説 （1997年）
- 熱沙の覇王ガンダーラ （1998年）
- MASTERキートン （1998年-1999年）
- HUNTER×HUNTER （1999年-2001年）
- 遊☆戯☆王デュエルモンスターズ （2000年-2004年）
- 新白雪姫伝説プリーティア （2001年）
- 機動天使エンジェリックレイヤー （2001年）
- RAVE （2001年-2002年）
- 超ロボット生命体トランスフォーマー マイクロン伝説 （2002年-2003年）
- ボンバーマンジェッターズ （2002年-2003年）
- 真・女神転生Dチルドレン ライト&ダーク （2002年-2003年）
- クロノクルセイド （2003年-2004年）
- ゆめりあ （2004年）
- マリア様がみてる〜春〜 （2004年）
- ジパング （2004年-2005年）
- まほらば〜Heartful days （2005年）
- ふしぎ星の☆ふたご姫シリーズ
  - ふしぎ星の☆ふたご姫 （2005年-2006年）
  - ふしぎ星の☆ふたご姫 Gyu! （2006年-2007年）
- 英國戀物語エマ （2005年）
- 甲虫王者ムシキング 森の民の伝説 （2005年-2006年）
- ToHeart2 （2005年-2006年）
- おろしたてミュージカル 練馬大根ブラザーズ （2006年）
- タクティカルロア （2006年）
- 吉永さん家のガーゴイル （2006年）
- 魔界戦記ディスガイア （2006年）
- イノセント・ヴィーナス （2006年）
- ゴーストハント （2006年-2007年）
- 幕末機関説 いろはにほへと （2006年-2007年）
- すもももももも 地上最強のヨメ （2006年-2007年）
- ぼくらの （2007年）
- ボノロン 〜不思議な森のいいつたえ〜 （2007年-2008年）
- ポルフィの長い旅 （2008年）
- きらりん☆レボリューション STAGE3 （2008年-2009年）
- キャシャーン Sins （2008年）
- 銀魂 （2009年）
- ハヤテのごとく!! （2009年）
- 戦う司書 The Book of Bantorra （2009年-2010年）
- おおきく振りかぶって 〜夏の大会編〜 （2010年）

### OVA
- 風魔の小次郎 （1989年-1992年）
- A.D.POLICE （1990年、仕上げ）
- ヴァンパイアハンター The Animated Series （1997年-1998年）
- 新ゲッターロボ （2004年）
- コゼットの肖像 （2004年）

### 劇場映画
- パーフェクトブルー （1998年）
- 風を見た少年 （2000年）
- 天空のエスカフローネ （2000年）
- COWBOY BEBOP 天国の扉 （2001年）

## 海外リンク
- TEAM'S ART 公式サイト
- Team's Art Productions - IMDb（英語）